# Rally de Pontevedra
El Rally de Pontevedra es una prueba de rally que se disputa en la provincia de mismo nombre y es puntuable para el Campeonato de Galicia de Rally. Inicialmente contó con solamente dos ediciones, las de 1984 y 1985 pero en 2021 se recuperó su nombre.
En 2021 la escudería Congostra quiso recuperar el perdido rally do Albariño, prueba que no se organizaba desde 2009, sin embargo una denuncia a última hora por parte de un particular los insta a no utilizar el nombre por tenerlo registrado como marca. De esta manera la organización decidió utilizar la denominación 3.º Rallye de Pontevedra - Memorial Miguel Álvarez.

## Palmarés
| Año  | Edición                  | Piloto           | Copiloto        | Vehículo              | Series  |
| ---- | ------------------------ | ---------------- | --------------- | --------------------- | ------- |
| 1984 | 1.º Rally de Pontevedra  | Rafael Cid       | Alberto Alonso  | Opel Kadett GTE       | Galicia |
| 1985 | 2.º Rally de Pontevedra  | Ricardo Gallardo | Manuel Fandiño  | Porsche 911 SC        | Galicia |
| 2021 | 3.º Rallye de Pontevedra | Víctor Senra     | Ramón López     | Škoda Fabia R5        | Galicia |
| 2022 | 4.º Rallye de Pontevedra | Víctor Senra     | Alejandro López | Škoda Fabia R5        | Galicia |
| 2023 | 5.º Rallye de Pontevedra | Víctor Senra     | David Vázquez   | Citroën C3 WRC        | Galicia |
| 2024 | 6.º Rallye de Pontevedra | Víctor Senra     | David Vázquez   | Škoda Fabia RS Rally2 | Galicia |
| 2025 | 7.º Rallye de Pontevedra | Víctor Senra     | Ramón López     | Hyundai i20 Coupe WRC | Galicia |